# Architektura słoneczna

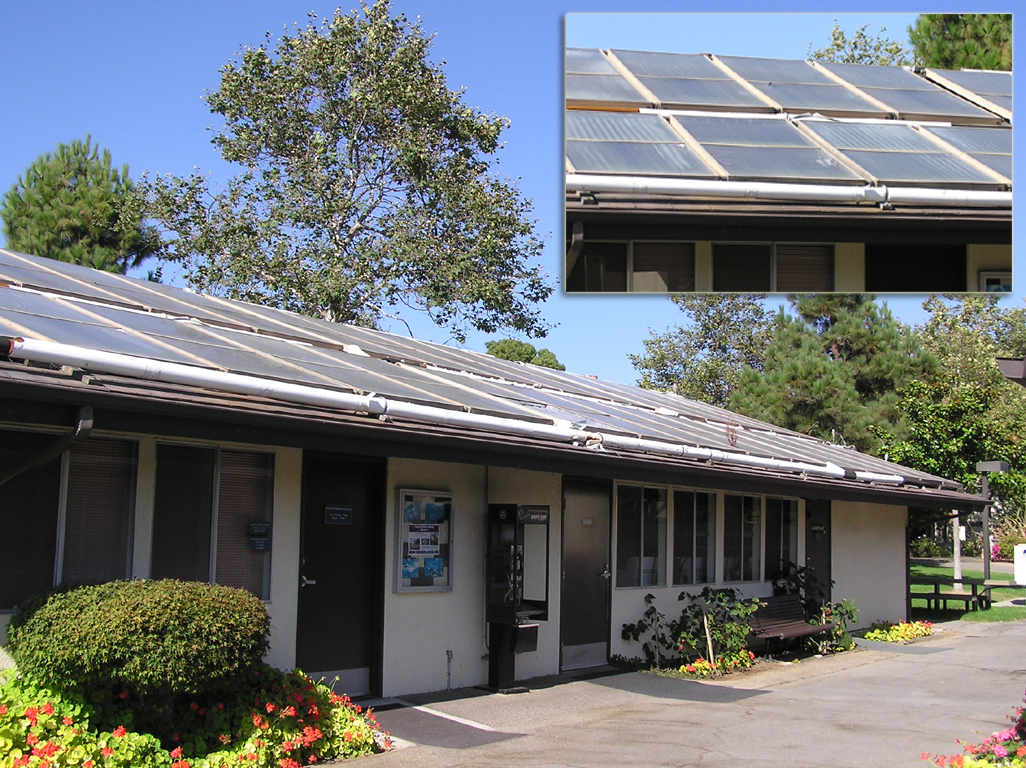
Pralnia w Kalifornii z płaskimi panelami słonecznymi na dachu zapewniającymi ciepłą wodę do prania

Architektura słoneczna – sposób projektowania budynków pod kątem maksymalnego wykorzystania przez nie energii promieniowania słonecznego.

## Historia
Już od początków historii architektury energia słoneczna odgrywała rolę w projektowaniu budynków. Pierwotnie, zaawansowane metody architektury słonecznej i planowania zagospodarowania przestrzennego były stosowane przez Greków i Chińczyków, którzy wznosili swe budowle w kierunku południowym, aby zabezpieczyć im dostęp światła i ciepło.
Do wspólnych cech pasywnej architektury słonecznej należą względne zorientowanie w stronę słońca, kompaktowe wymiary (mała powierzchnia w stosunku do wielkości), selektywne zacienienie (zasłony) i pojemność cieplna. Kiedy cechy te są dostosowane do lokalnych warunków klimatycznych i środowiskowych, mogą wytworzyć dobrze oświetlone przestrzenie, które zapewniają komfortowe temperatury. Najnowocześniejsze podejście do architektury słonecznej wykorzystuje modelowanie komputerowe, które łączy systemy oświetlenia, ocieplania i wentylacji w jednym zintegrowanym pakiecie projektowym. Modelowanie to wykorzystuje wszystkie techniki związane z ogrzewaniem pasywnym.
Przykładem budynków maksymalnie wykorzystujących techniki ogrzewania pasywnego są budynki autonomiczne.

## Miejskie wyspy ciepła
Miejskie wyspy ciepła są to obszary miejskie o podwyższonej temperaturze w porównaniu z otoczeniem. Wyższe wartości temperatury są rezultatem podwyższonej absorpcji światła słonecznego materiałów miejskich, takich jak asfalt i beton, które mają niższe albedo i wyższą pojemność cieplną, niż tworzywa z naturalnego środowiska. Prostym rozwiązaniem na drodze przeciwdziałania efektom miejskich wysp ciepła jest malowanie budynków i dróg na biało oraz sadzenie drzew. Stosując te metody, na podstawie hipotetycznego programu „cool community” w Los Angeles oszacowano, iż w taki sposób można obniżyć temperatury o ok. 3 °C za cenę ok. 1 miliarda USD, uzyskując przy tym całkowity roczny profit w wysokości 530 milionów USD redukując koszty klimatyzacji i opieki zdrowotnej.

### Rolnictwo i ogrodnictwo
W rolnictwie opracowano metody optymalizacji wykorzystania energii słonecznej, aby polepszyć wydajność roślin. Techniki, takie jak czasowe cykle sadzenia, rozłożone wysokości między rzędami i mieszanie odmian roślin uprawnych mogą poprawić wydajność uprawy, podczas gdy światło słoneczne jest ogólnie uważane za zasobne źródło. W przypadku krótkiej sezonowości roślin, francuscy i angielscy rolnicy wykorzystali ściany owoców, aby zmaksymalizować magazynowanie energii słońca.
Działały one jak masy termiczne i przyspieszały dojrzewanie utrzymując rośliny w cieple.
Ściany wczesnych owoców były budowane prostopadle do podłoża i w kierunku południowym, ale w miarę upływu czasu, zaczęto stosować nachylone ściany w celu lepszego wykorzystania światła słonecznego. W 1699 Nicolas Fatio de Duillier zaproponował, aby użyć mechanizm śledzenia, który wykonywał obroty podążając za słońcem. Zastosowania energii słonecznej w rolnictwie oprócz uprawy obejmują pompowanie wody, suszenie upraw, wysiadywanie piskląt i suszenie obornika kurzego. Aktualnie technologie te przejęli także winiarze, którzy wykorzystują energię generowaną przez kolektory słoneczne do poboru mocy przerobowych prasy winiarskiej.
Szklarnie przekształcają światło słoneczne na ciepło, umożliwiając cały roku produkcję i wzrost (w zamkniętym środowisku) specjalnych upraw i innych roślin niedostosowanych w sposób naturalny do lokalnych warunków klimatycznych. Szklarnie po raz pierwszy wykorzystywane były w czasach rzymskich do całorocznej produkcji ogórków dla rzymskiego cesarza Tiberiusa. Pierwszą nowoczesną szklarnie wybudowano w Europie w XVI wieku i służyła ona uprawie egzotycznych roślin sprowadzanych z wypraw zagranicznych. Szklarnie do dzisiaj pozostały istotną częścią ogrodnictwa, a plastikowe przezroczyste materiały także wykorzystywane są w podobnych celach w tworzeniu tuneli foliowych.

### Oświetlanie energią słoneczną
Historia oświetlenia jest zdominowana przez użycie światła naturalnego. W XX wieku sztuczne oświetlenie stało się głównym źródłem światła dla wnętrz pomieszczeń, jednakże oświetlenie światłem dziennym i techniki oświetlania mieszanego były środkiem redukcji zużycia energii.
Systemy oświetlenia światłem dziennym działają na zasadzie gromadzenia i rozprowadzania światła słonecznego, aby dostarczyć je wnętrzom. Ta pasywna technologia zmniejsza bezpośrednio zużycie energii przez zastąpienie sztucznego oświetlenia, a pośrednio redukując zapotrzebowanie na sztuczną klimatyzację. Poza tym wykorzystanie światła naturalnego oferuje także korzyści fizjologiczne i psychologiczne w porównaniu ze sztucznym oświetleniem.
Projekt oświetlenia naturalnego wymaga starannego doboru typów okien, wielkości i ich ukierunkowanie względem stron świata; można także rozważyć zastosowanie zewnętrznych elementów zacieniających. Indywidualne aspekty obejmują piłokształtne dachy, rzędy okien, półki świetlne, okienka w suficie, lampy świetlne. Elementy te mogą być dołączone do istniejących struktur, ale najbardziej efektywne są wówczas, gdy wplecione zostaną w projektowane pakiety wykorzystania energii słonecznej, które biorą pod uwagę takie czynniki jak: stopień oślepiania, strumień ciepła i czas wykorzystania. Jeśli parametry oświetlenia naturalnego są prawidłowo dopasowane, mogą one zredukować ok. 25% zapotrzebowania na energię w związku z oświetlaniem przestrzeni.
Oświetlenie mieszane jest metodą aktywnego oświetlenia wnętrz pomieszczeń. System taki zbiera światło słoneczne przy użyciu luster, które poruszają się za Słońcem i stosują włókna światłowodowe do przekazywania światła do wewnątrz budynku dla uzupełnienia konwencjonalnego oświetlenia. W przypadku pojedynczego zastosowania, systemy te są w stanie przekazać 50% bezpośrednio uzyskanego światła słonecznego. Lampy magazynujące podczas dnia światło słoneczne i zapalające się o zmierzchu są zwykle ustawiane wzdłuż chodników.
Mimo że światło dzienne powoduje oszczędność czasu jest polecane jako sposób na zaoszczędzenie energii. Ostatnio badania dostarczały sprzecznych wyników: kilka badań mówiło o oszczędności, ale wiele innych sugeruje brak skutku lub nawet straty, szczególnie gdy brane jest pod uwagę zużycie benzyny. Użycie energii elektrycznej jest znacznie uwarunkowane czynnikami geograficznymi, klimatycznymi i ekonomicznymi, co sprawia, że niełatwo po prostu wyciągnąć ogólne wnioski z pojedynczych badań.

### Podgrzewanie wody energią słoneczną
Systemy podgrzewania wody przy pomocy energii słonecznej wykorzystują do celu podgrzania promienie słoneczne. W małych szerokościach geograficznych (poniżej 40 st.) od 60 do 70% zużycia lokalnej gorącej wody w temperaturze powyżej 60 °C może być dostarczana dzięki systemom ogrzewania energią słońca. Najnowocześniejszymi typami podgrzewaczy wykorzystujących energię słońca są kolektory z odpompowywaną rurką (44%) i oszklone, płaskie, walcowane kolektory (34%) ogólnie wykorzystywane w celu domowego podgrzewania wody i nieoszklone, plastikowe kolektory (21%), wykorzystywane głównie do podgrzewania wody w basenie.
Począwszy od 2007, całkowita moc zainstalowana systemu podgrzewania wody energią słoneczną wynosi ok. 154 GW. Chiny są światowym liderem w zastosowaniu tych systemów, począwszy od 2006 r. systemy o mocy 70 GW i z długoterminowym planowanym rozmieszczeniem urządzeń o mocy 210 GW w roku 2020. Izrael i Cypr są liderami per capita w zastosowaniu systemów podgrzewających wodę energią słoneczną z ponad 90% udziałem domowego jej użycia. W USA, Kanadzie i Australii podgrzewane baseny są najczęstszym zastosowaniem podgrzewaczy energii z od 2005 r. z wmontowaną mocą 18 GW.

### Ogrzewanie, chłodzenie i wentylacja
W USA, systemy podgrzewania, wentylacji i klimatyzacji (PWK) pokrywają 30% (4.65 EJ) energii używanej w komercjalnych budynkach i ok. 50% (10.1 EJ) energii używanej w budynkach mieszkalnych. Technologie ogrzewania energią słoneczną, chłodzenia i wentylacji mogą być używane do zrekompensowania porcji tej energii.
Masa termiczna jest materiałem, który można stosować do magazynowania ciepła, a w przypadku energii słonecznej, do magazynowania ciepła pochodzącego z energii słońca. Do ogólnych materiałów masy termicznej zalicza się: kamienie, cement i wodę. W przeszłości stosowano je w klimatach suchych i regionach o wysokich temperaturach, aby utrzymać niższe temperatury w budynkach, które absorbowały one energię słoneczną podczas dnia i radiowały to magazynowane ciepło do atmosfery w nocy. Niemniej jednak można je stosować na obszarach o niższych temperaturach w celu utrzymania ciepła. Rozmiar i rozmieszczenie mas termalnych jest uzależnione od kilku czynników takich jak klimat, nasłonecznienie oraz zaciemnienie. Jeśli właściwie wykorzysta się masy termalne utrzymują one temperatury pomieszczeń w komfortowym zakresie i redukują potrzebę stosowania dodatkowego ogrzewania lub ochładzania.
Kominy termalne są pasywnym słonecznym systemem wentylacji, zbudowanym z szybu łączącego wnętrze budynku z jego zewnętrzną częścią. Kiedy kominy grzeją, podgrzane w środku powietrze wywołuje prąd wstępujący, który wyciąga powietrze przez budynek. Zastosowanie to można ulepszyć używając szyb i mas termalnych podobnie jak w szklarniach.
Drzewa i rośliny zrzucające liście sprzyjają regulacji ogrzewania słonecznego i chłodzenia. Jeśli są one zasadzone na południowej ścianie budynku ich liście absorbują od 30% do 50% padającej energii słonecznej. W taki sposób można uzyskać balans między korzyścią letniego zaciemnienia i strat ciepła w zimie. W ciepłych klimatach drzewa zrzucające liście nie powinny być sadzone na południowych ścianach budynków, ponieważ będą absorbować zbyt dużo słońca, którego zimą jest mniej. Jednakże mogą być one stosowane na wschodnich i zachodnich ścianach, gdyż wówczas dostarczają w lecie zaciemnienie, nie wpływając znacznie na absorbowanie przez budynki słońca zimą.

### Gotowanie z wykorzystaniem energii słonecznej
Kuchenki słoneczne wykorzystują energię słoneczną w procesie gotowania, suszenia i pasteryzacji. Można je przyporządkować trzem kategoriom: kuchenki turystyczne, kuchenki płytowe i kuchenki z reflektorem. Pierwszą najprostszą kuchenkę – kuchenkę turystyczną skonstruował Horace de Saussure w 1767 roku. Podstawowa kuchenka turystyczna zawiera izolowany kontener z przejrzystą cieczą. Zazwyczaj osiąga ona temperaturę ok. 90–150 °C. Kuchenki płytowe używają odbijającej płyty w celu skierowania promieni słonecznych do izolowanego kontenera i uzyskania temperatury zbliżonej do kuchenki turystycznej. Kuchenki z reflektorem wykorzystują różne koncentrujące elementy (naczynia, rynny, soczewki Fresnela), aby skoncentrować światło na kontenerze kuchenki. Takie kuchenki osiągają temperatury ok. 315 °C lub wyższe, lecz wymagają bezpośredniego światła, aby działać właściwie i muszą być zwrócone w kierunku słońca.
Talerze słoneczne stanowią technologię koncentracji energii słonecznej zastosowaną w kuchniach słonecznych w Auroville w Indiach, gdzie stacjonarny sferyczny reflektor skupia słońce wzdłuż linii prostopadle do sferycznej wewnętrznej przestrzeni, a komputerowy system kontrolny przesuwa odbiornik, aby przeciąć ta linię. W odbiorniku produkowana jest para przy temperaturze 150 °C, która wykorzystywana jest w procesach grzewczych w kuchni.
Reflektor stworzony w 1986 r. przez Wolfganga Schefflera jest stosowany w wielu kuchniach słonecznych. Reflektory Schefflera są ruchomymi parabolicznymi talerzami, które łączą aspekty rynny i urządzenia koncentrującego energię wieży zasilającej. Biegunowe urządzenie śledzące podąża za światłem dziennym, a krzywizna reflektora jest przystosowana do sezonowych zmian kąta padania promieni słonecznych. Takie reflektory mogą osiągać temperatury od 450 °C do 650 °C i mieć stały punkt koncentracji, który ułatwia gotowanie. Największy na świecie system z reflektorem Schefflera w Abu Road, Rajasthan w Indiach nadaje się do gotowania ponad 3.500 potraw dziennie. Od 2008 r. skonstruowano na świecie ponad 2.000 dużych kuchenek Schefflera.

### Ciepło technologiczne
Technologie takie jak talerze paraboliczne, rynny i reflektory Schefflera mogą dostarczać ciepło technologiczne do zastosowań handlowych i przemysłowych. Pierwsze zastosowanie systemu handlowego to The Solar Total Energy Project (Ogólny Projekt Energii Słonecznej), który pojawił się w Shenandoah, w stanie Georgia w USA. Tam też 114 parabolicznych talerzy pokrywa 50% ciepła technologicznego, klimatyzację i zapotrzebowanie na energię elektryczną fabryki odzieżowej. Ten połączony siecią system kogeneracji dostarcza 400 kW energii elektrycznej i dodatkowo energię cieplną w formie 401 kW pary i 468 kW wody chłodzącej oraz posiada godzinę obciążenia szczytowego akumulowania ciepła.
Stawy do odcieków są płytkimi rozlewiskami, które gromadzą rozpuszczone w procesie parowania substancje stałe. Zastosowanie stawów do odcieków do uzyskiwania soli z wody morskiej jest jednym z najstarszych zastosowań energii słonecznej. Nowoczesne zastosowania obejmują roztwory solanki wykorzystywane w górnictwie solankowym oraz usuwaniu rozpuszczonych substancji stałych ze strumieni odpadów.
Sznury i wieszaki do wieszania bielizny suszą odzież na drodze parowania wody dzięki wiatrowi i promieniom słonecznym bez użycia prądu elektrycznego lub gazu. W niektórych stanach USA prawodawstwo zabezpiecza „prawo do suchej odzieży”.
Nieoszklone kolektory parowe są w formie dziurkowanych ścian zwróconych w stronę słońca i są stosowane do ogrzewania powietrza wentylacyjnego. Te kolektory mogą podnieść temperaturę napływającego powietrza do 22 °C i zabezpieczyć odpływ temperatury o wartości 45–60 °C. Krótki okres zwrotu inwestycji w kolektory parowe (3–12 lat) czyni je korzystniejszą cenowo alternatywą niż oszklone systemy magazynujące. Od 2003 r. zainstalowano na świecie ponad 80 systemów o powierzchni połączonych kolektorów wynoszącej 35 000 m², włączając kolektor o powierzchni 860 m² w Kostaryce wykorzystywany do suszenia ziaren kawy i kolektor 1300 m² w Coimbatore, w Indiach służący do suszenia nagietek ogrodowych.